# Вільхова (притока Кринки)
Вільхова (Ольхова) — річка у Донецькій області, ліва притока Кринки.

## Опис
Довжина річки 33  км., похил річки — 4,7 м/км. Формується з багатьох безіменних струмків та водойм. Площа басейну 401 км².

## Розташування
Вільхова бере початок на околиці Пелагіївки. Тече переважно на захід в межах Тореза, Шахтарська та Лобанівки. У селищі Зуївка впадає у річку Кринку, праву притоку Міуса.

## Притоки
- Кленова, Вільхівка (праві).